# 關節積血
關節積血（英語：Hemarthrosis）是指關節內出血。這是血友病的常見症狀。

## 病因
通常在創傷後發生，但主要在有出血傾向的患者，例如，使用華法林（warfarin，或其他抗凝劑）的患者和血友病患者。
它可能與膝關節關節置換術。
克里米亞-剛果出血熱，這樣的出血症候群也曾出現這樣的症狀，被認為因病毒感染而造成關節內出血。

## 診斷
關節積血可由以下方法診斷：
身體檢查是診斷的第一步，透過活動和伸曲患者的關節，確認關節功能。
診斷關節積血的另一個方法是進行關節液分析。將細針插入關節內，抽出關節液。檢體色調若呈現紅色，代表內含血液。一般也可能進行影像檢查，包括：核磁共振成像、超聲波和X射線檢查，可以更好地了解關節發炎的狀態。

## 治療
在血友病，關節積血可能自然發生，且反覆發生會造成血友病性關節病變，這是造成此類患者失能的主因，治療可能要進行滑膜切除術或關節置換術，且需要增加藥物治療來避免未來再發生反覆出血。
自童年早期開始，與需要時（已發生出血後）才注射相比，定期規律靜脈注射凝血因子濃縮製劑能減少關節積血的發生、減少關節破壞且生活品質較佳。尚未確認什麼是最低有效劑量和最佳的打針頻率。因為研究數據不足，目前仍不清楚，再關節受損發生後才開始使用凝血因子濃縮液的預防性治療是否還能有效減緩關節破壞。

## 併發症
關節積血引起的膝關節嚴重韌帶或滑膜受損，多達四分之一會產生軟體受損，並進一步造成進行性的骨關節炎。

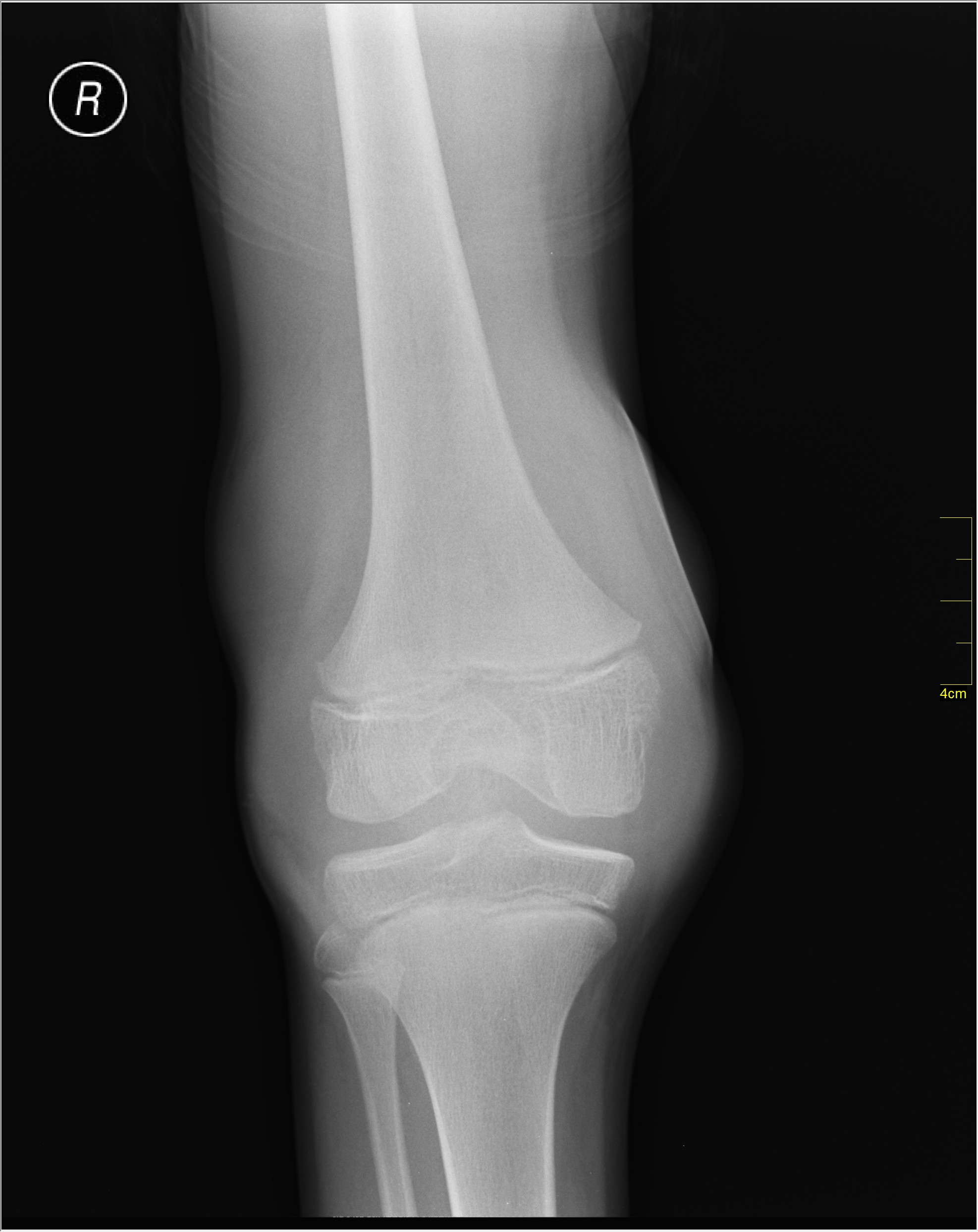
關節積血的 X 光顯影
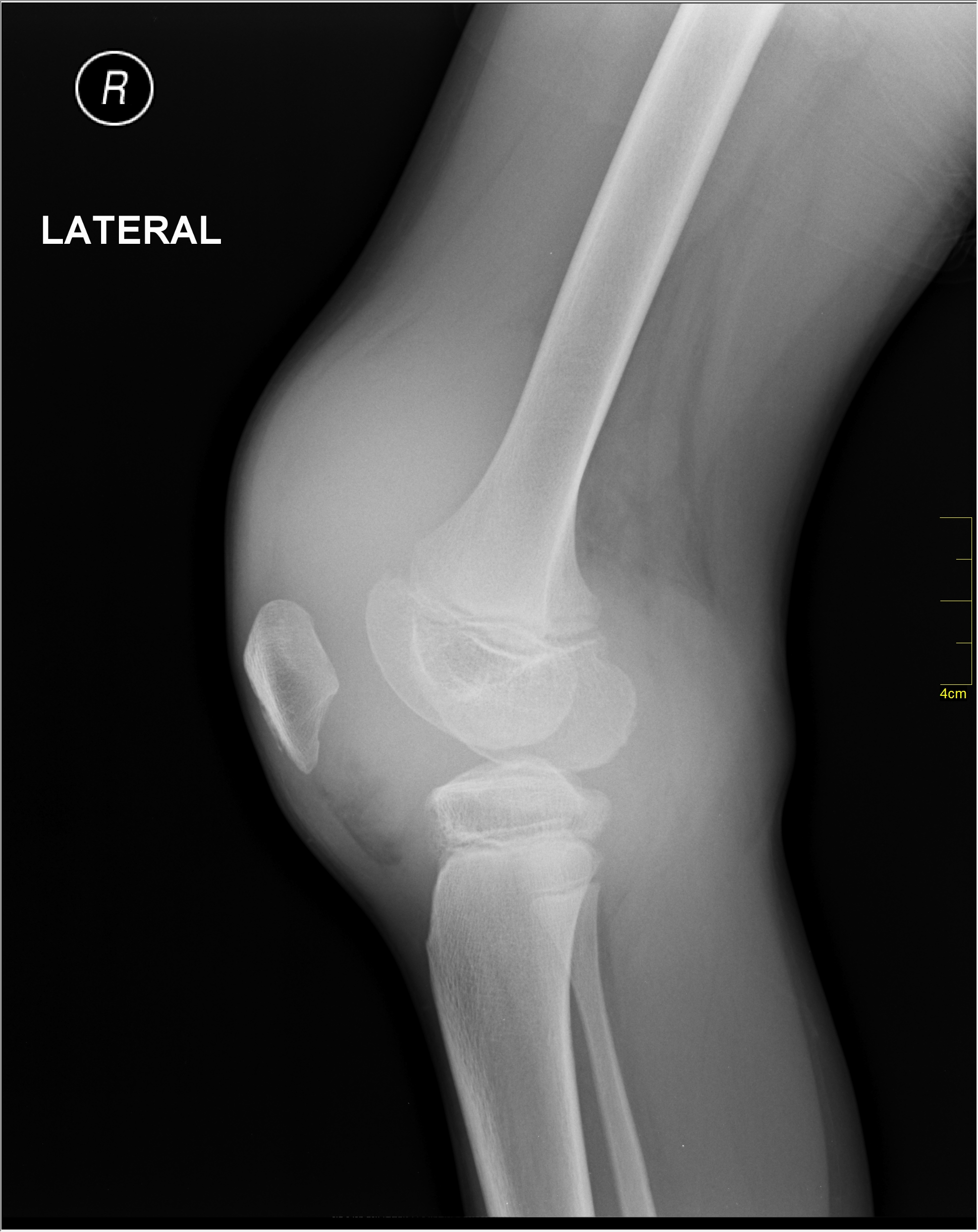
關節積血的 X 光顯影